# Alfianello
Alfianello ist eine norditalienische Gemeinde (comune) mit 2281 Einwohnern (Stand 31. Dezember 2023) in der Provinz Brescia in der Lombardei. Die Gemeinde liegt etwa 28 Kilometer südlich von Brescia am Parco dell'Oglio Nord und grenzt unmittelbar an die Provinz Cremona. Der Oglio bildet die südliche Gemeindegrenze.

## Geschichte
Im Februar 1883 stürzte ein Meteorit in das Gemeindegebiet von Alfianello.

## Verkehr
Westlich begrenzt die Autostrada A21 die Gemeinde.

## Persönlichkeiten
- Pietro Gnocchi (1689–1775), Komponist, Geograph und Historiker